# 巴比倫 (伊利諾伊州)
巴比倫（英語：Babylon）是位於美國伊利諾伊州富爾頓縣的一個非建制地區。該地的面積和人口皆未知。

## 地理
巴比倫的座標為40°35′27″N 90°20′57″W / 40.59083°N 90.34917°W，而該地的平均海拔高度為157米（即515英尺）。